# Leichtathletik-Länderkampf der Frauen 1976 Schweiz – BR Deutschland
| 12. Leichtathletik-Länderkampf mit bundesdeutscher Beteiligung 1976 | 12. Leichtathletik-Länderkampf mit bundesdeutscher Beteiligung 1976 |
| ------------------------------------------------------------------- | ------------------------------------------------------------------- |
|                                                                     |                                                                     |
| Ländervergleich der Frauen: Schweiz – BR Deutschland                |                                                                     |
| Austragungsort                                                      | Zürich                                                              |
| Wettbewerbe                                                         | 10                                                                  |
| Datum                                                               | 9./10. Juli                                                         |
| 1. FRG 2. SUI                                                       | 65 Punkte 38 Punkte                                                 |
| Chronik                                                             |                                                                     |
| ← SUI-FRG (M)                                                       | SUI-FRG-NLD Str'lauf (M) →                                          |

Den Länderkampf Nummer zwölf des Länderkampfjahres 1976 gestalteten die bundesdeutschen Frauen, die wie ihre männlichen Kollegen am 9./10. Juli in Zürich gegen die Schweiz antraten. Die sechs vorangegangenen Begegnungen waren ausnahmslos an Deutschland gegangen.
Nach dieser Begegnung gab es eine längere Länderkampfpause, in der in der letzten Juliwoche die Leichtathletikwettbewerbe der Olympischen Spiele stattfanden.

## Modus
Das Programm war gegenüber den ansonsten in Länderkämpfen angebotenen Disziplinen leicht gekürzt. Mit dem 1500-Meter-Lauf, der 4-mal-400-Meter-Staffel sowie dem Kugelstoßen entfielen drei Wettbewerbe. So wurden hier nur zehn Wettbewerbe ausgetragen. Je Land und Wettbewerb starteten zwei Teilnehmerinnen. Die Punkte wurden standardmäßig verteilt.

## Ergebnis
Die bundesdeutschen Leichtathletinnen agierten hoch überlegen. Mit Ausnahme des Hochsprungs und des Diskuswurfs, zwei Wettbewerbe, in denen sie nur mit einer Teilnehmerin antraten, entschieden sie sämtliche Disziplinwertungen für sich, fünf Mal gab es dabei Doppelerfolge. Der Hochsprung endete unentschieden, im Kugelstoßen kamen auch die Schweizerinnen zu einem Doppelerfolg. Die Länderkampfwertung fiel mit 65 zu 38 Punkten für die Bundesrepublik Deutschland sehr eindeutig aus.

## Resultate

### 100 m
| Platz | Athletin         | Land | Zeit (s) |
| ----- | ---------------- | ---- | -------- |
| 1     | Annegret Richter | FRG  | 11,17    |
| 2     | Elvira Possekel  | FRG  | 11,65    |
| 3     | Isabella Keller  | SUI  | 11,93    |
| 4     | Regula Frefel    | SUI  | 11,98    |

Datum: 9. Juli

### 200 m
| Platz | Athletin        | Land | Zeit (s) |
| ----- | --------------- | ---- | -------- |
| 1     | Inge Helten     | FRG  | 22,70    |
| 2     | Ursula Süess    | SUI  | 23,75    |
| 3     | Maren Gang      | FRG  | 24,07    |
| 4     | Isabella Keller | SUI  | 24,22    |

Datum: 10. Juli

### 400 m
| Platz | Athletin        | Land | Zeit (s) |
| ----- | --------------- | ---- | -------- |
| 1     | Rita Wilden     | FRG  | 51,91    |
| 2     | Dagmar Fuhrmann | FRG  | 52,70    |
| 3     | Therese Meister | SUI  | 56,32    |
| 4     | Doris Furrer    | SUI  | 58,00    |

Datum: 9. Juli

### 800 m
| Platz | Athletin       | Land | Zeit (min) |
| ----- | -------------- | ---- | ---------- |
| 1     | Brigitte Kraus | FRG  | 2:01,0     |
| 2     | Cornelia Bürki | SUI  | 2:03,0     |
| 3     | Ellen Wellmann | FRG  | 2:03,2     |

Datum: 10. Juli
Die Schweiz stellte nur eine Teilnehmerin.

### 100 m Hürden
| Platz | Athletin        | Land | Zeit (s) |
| ----- | --------------- | ---- | -------- |
| 1     | Silvia Kempin   | FRG  | 13,41    |
| 2     | Ursula Schalück | FRG  | 13,46    |
| 3     | Angela Weiß     | SUI  | 14,17    |
| 4     | Nanette Furgine | SUI  | 14,93    |

Datum: 9. Juli

### 4 × 100 m Staffel
| Platz | Besetzung      | Land                                                            | Zeit (s) |
| ----- | -------------- | --------------------------------------------------------------- | -------- |
| 1     | BR Deutschland | Inge Helten Annegret Kroniger Elvira Possekel Annegret Richter  | 42,95    |
| 2     | Schweiz        | Battermia Schweizer Barbara Bosshard Guisolan-Brigitte Piantoni | 47,39    |

Datum: 10. Juli

### Hochsprung
| Platz | Athletin        | Land | Höhe (m) |
| ----- | --------------- | ---- | -------- |
| 1     | Ulrike Meyfarth | FRG  | 1,81     |
| 2     | Susanne Erb     | SUI  | 1,78     |
| 3     | Heidi Bangerter | SUI  | 1,75     |

Datum: 9. Juli
Die Bundesrepublik Deutschland stellte nur eine Teilnehmerin.

### Weitsprung
| Platz | Athletin         | Land | Weite (m) |
| ----- | ---------------- | ---- | --------- |
| 1     | Christa Striezel | FRG  | 6,29      |
| 2     | Isabella Lusti   | SUI  | 6,12      |
| 3     | Anke Weigt       | FRG  | 6,06      |
| 4     | Regula Frefel    | SUI  | 5,82      |

Datum: 10. Juli

### Diskuswurf
| Platz | Athletin      | Land | Weite (m) |
| ----- | ------------- | ---- | --------- |
| 1     | Rita Pfister  | SUI  | 56,88     |
| 2     | Edith Anderes | SUI  | 48,82     |
| 3     | Marion Gröger | FRG  | 47,22     |

Datum: 9. Juli
Die Bundesrepublik Deutschland stellte nur eine Teilnehmerin.

### Speerwurf
| Platz | Athletin      | Land | Weite (m) |
| ----- | ------------- | ---- | --------- |
| 1     | Marion Becker | FRG  | 61,54     |
| 2     | Ameli Koloska | FRG  | 50,10     |
| 3     | Beate Tester  | SUI  | 43,60     |
| 4     | Carla Wächter | SUI  | 42,34     |

Datum: 9. Juli